# Disney Wish (schip, 2022)
De Disney Wish is het vijfde cruiseschip dat eigendom is van Disney Cruise Line, een dochteronderneming van The Walt Disney Company. Het is het grootste schip in de vloot en de eerste van de Wish-klasse. Het schip werd in juni 2022 in de vaart genomen. Naar verwachting zal in 2024 worden gevolgd met zusterschepen de Disney Treasure en in 2025 een tweede zusterschip.

## Geschiedenis
In maart 2016 kondigde Disney aan dat het twee nieuwe schepen ging laten bouwen en in gebruik ging nemen. Ze zouden groter worden dan de Disney Dream en Disney Fantasy, maar met een gelijke hoeveelheid passagiershutten. Een derde schip van de klasse werd aangekondigd op 15 juli 2017 op de D23 Expo. In maart 2018 bracht Disney Cruise Line de eerste weergave van zijn nieuwe generatie cruiseschepen uit. De cruiseschepen van 140.000 ton zouden LNG aangedreven worden en plaats bieden aan minstens 2.500 gasten. In januari 2019 werd de scheepsklasse bevestigd als Triton dat in openbare documenten gepubliceerd werd door Port Canaveral. Dit zou de standaard naamgeving van klasse naar het eerste schip.
Op 25 augustus 2019 werd het vijfde schip officieel aangekondigd als de Disney Wish op de D23 Expo. De bouw begon in maart 2020 bij scheepswerf Meyer Werft in Duitsland, de de opleverdatum werd uitgesteld vanwege de COVID-19-pandemie. Ook werd op de D23 Expo aangekondigd dat Rapunzel zou verschijnen als het strenge personage op de Disney Wish, waarbij The Walt Disney Company de ontwerpmodellen voor het schip zou vrijgeven, inclusief een weergave van Assepoester als het atriumpersonage van het schip.
Op 8 april 2021, tijdens de kiellegging, werd aangekondigd dat kapitein Minnie het middelpunt van de Disney Wish zou zijn. Op 29 april 2021 deelde Disney Cruise Line een eerste blik op hun nieuwste schip, Disney Wish, dat medio 2022 aan boord zal gaan. Disney Wish heeft 1.250 passagiershutten, verschillende restaurants, meeslepende ruimtes en ervaringen met als thema’s Walt Disney Pictures, Marvel Cinematic Universe, Star Wars en Pixar- personages, plus de AquaMouse, 's werelds eerste Disney-attractie op zee. 

Het Disney Wish logo

Op 3 februari 2022 werd aangekondigd dat de inaugurele afvaart van de Disney Wish werd uitgesteld van 9 juni tot 14 juli 2022 vanwege vertragingen op de scheepswerf. Op 11 februari 2022 voltooide Disney Wish haar float-out in Papenburg, Duitsland, waar het figuur Rapunzel voor het eerst werd onthuld. In mei 2022 werd aangekondigd dat het schip op 20 juni in Port Canaveral zou aanmeren, gevolgd door een livestream, doopceremonie en een cruise voor nieuwsmedia en reisexperts op 29 juni.

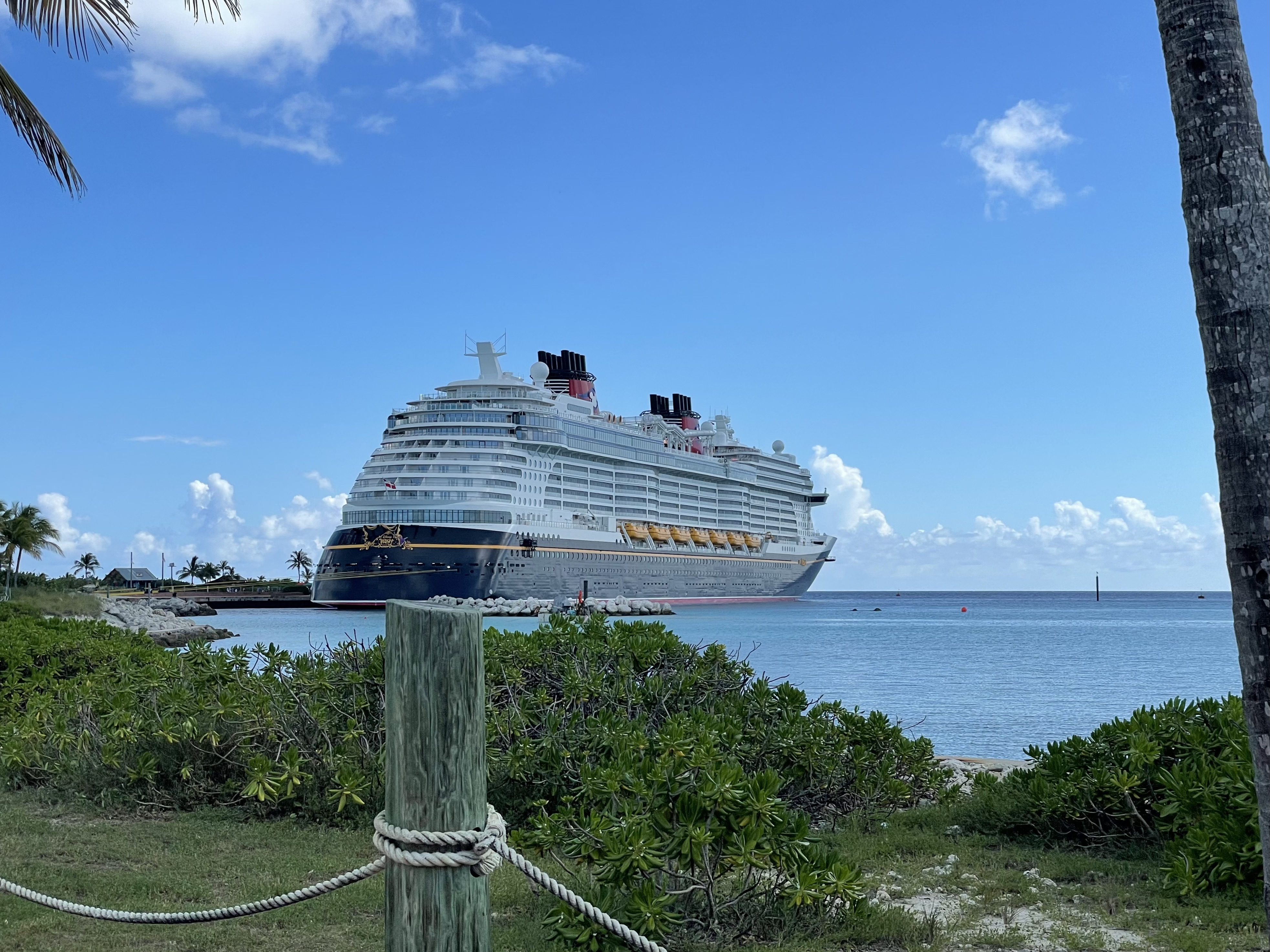
Disney Wish bij Castaway Cay

Op 9 juni 2022 werd de Disney Wish officieel overgedragen aan Disney Cruise Line, waarbij de scheepswerf verklaarde dat het schip naar Portugal en Castaway Cay voerde voor haar trans-Atlantische reis naar Port Canaveral. Het arriveerde op 20 juni 2022 in Port Canaveral, waar het werd verwelkomd door Mickey en Minnie Mouse. Op 21 juni 2022 werd de eerste testcruise van het schip geannuleerd omdat het schip niet gereed bleek te zijn. De volgende dag werd ook de tweede testcruise, gepland voor 24 juni 2022, geannuleerd om zich te concentreren op de doopceremonie. Op 24 juni 2022 werd aangekondigd dat alle Make-A-Wish- kinderen uit het verleden, het heden en de toekomst de peetkinderen van het schip zouden zijn. Op 29 juni 2022 werd Disney Wish officieel gedoopt door drie ambassadeurs van de Make-A-Wish kinderen voordat ze aan boord ging van haar doopcruise van 3 nachten voor de media naar Castaway Cay.
Op 14 juli 2022 werd de Disney Wish officieel in de vaart genomen en begon het aan haar eerste reis, een Bahamaanse cruise van vijf nachten met tussenstops in Nassau en Castaway Cay.

Op 24 december 2022 bracht National Geographic een documentaire uit over het ontwerpen en de bouw van het schip. Op 17 februari 2023 verscheen de documentaire op Disney+.

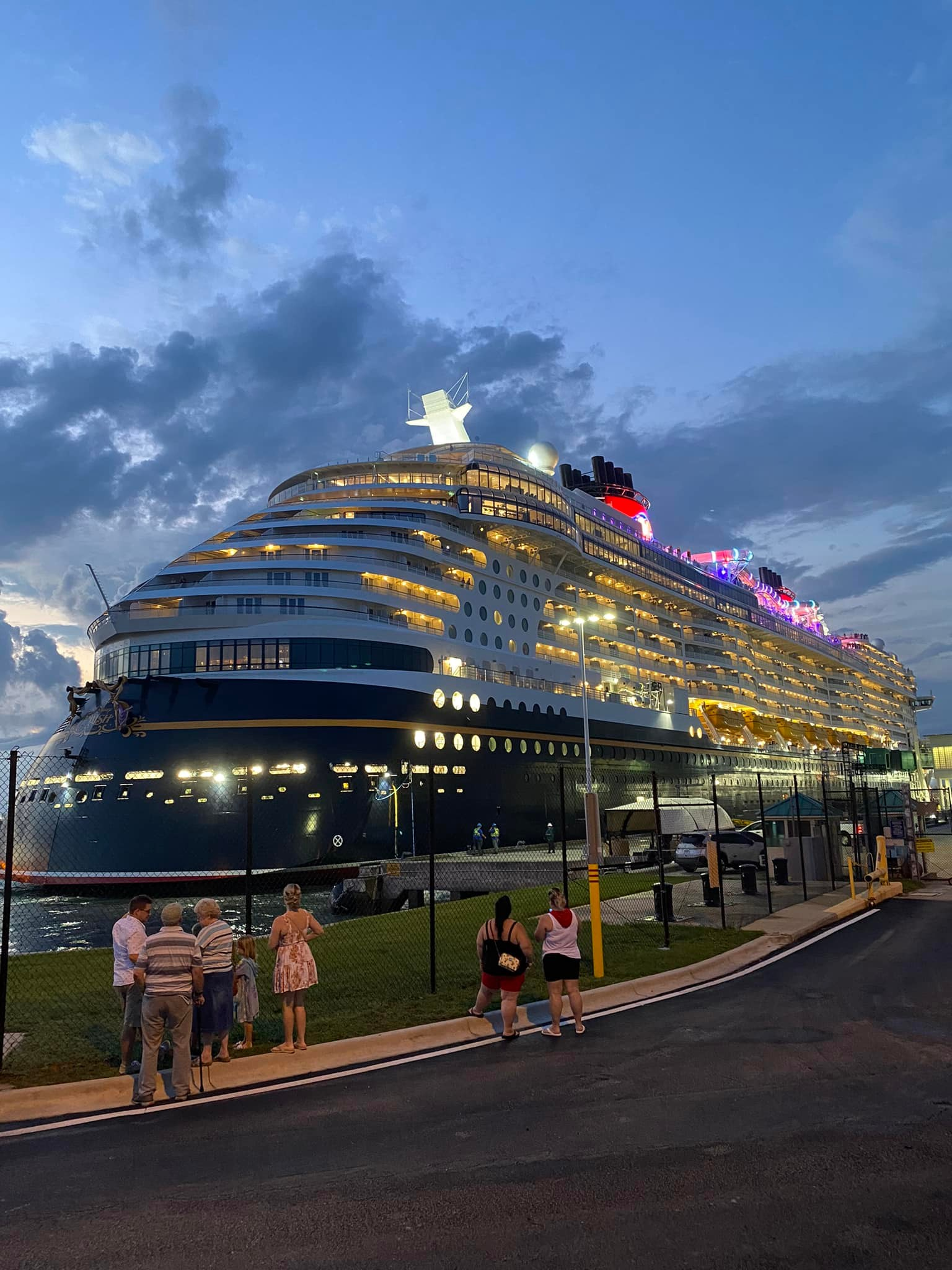
Disney Wish op 20 juni 2022 in Port Canaveral

## Ontwerp

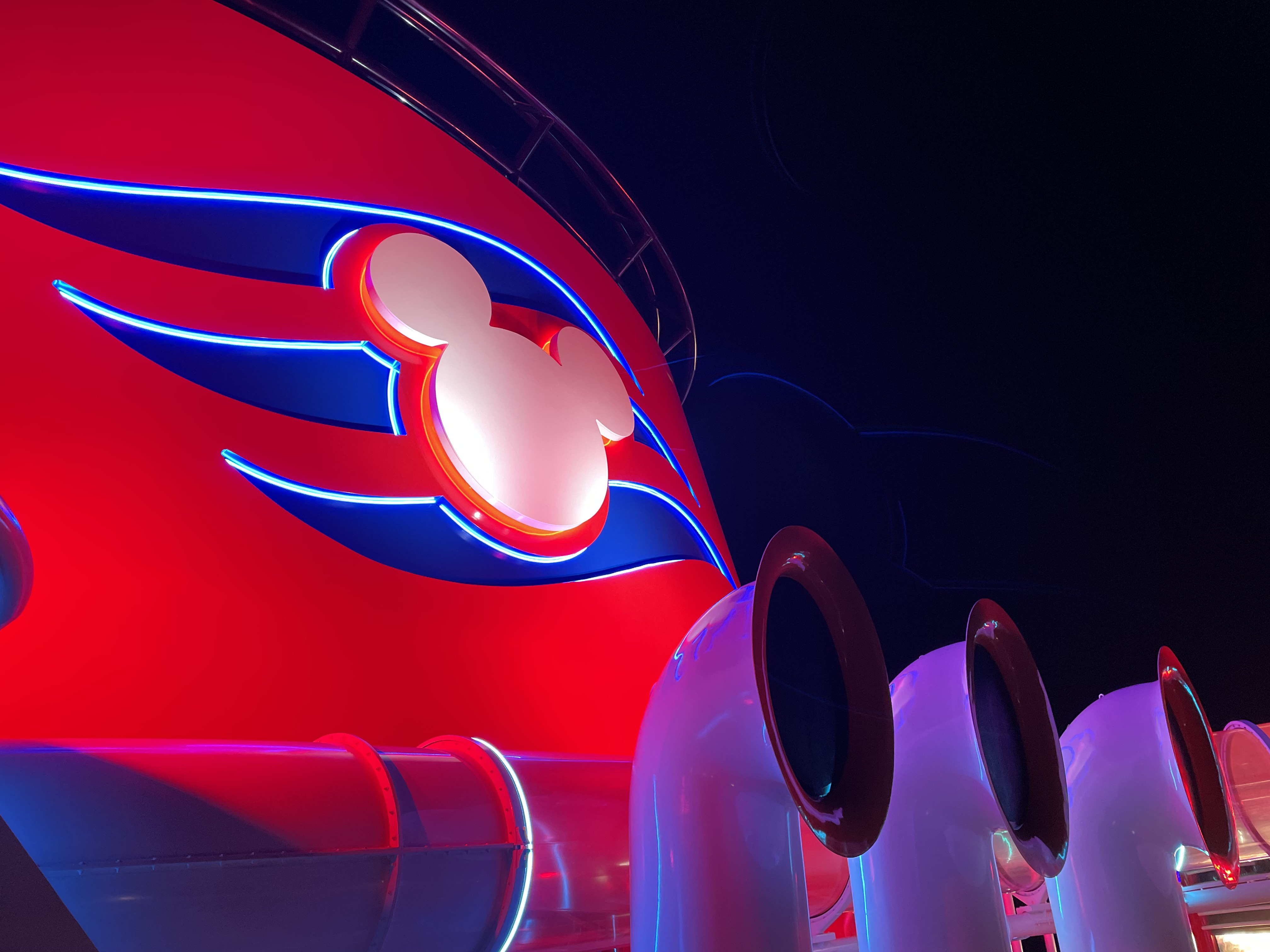
De achterschoorsteen van The Wish

De Disney Wish heeft een bruto tonnage van 144.000 GT, een lengte van 341,07 meter, en een breedte van 39,01 meter. De Disney Wish heeft een capaciteit voor 1.555 bemanningsleden en 4.000 passagiers met 1.254 passagiershutten.
De Disney Wish werd aangekondigd om liedjes uit Disney-films en -parken te spelen met behulp van zijn hoorns, met name: "A Dream Is a Wish Your Heart Makes" van Assepoester, "Be Our Guest" van Beauty and the Beast, "Yo Ho (A Pirate's Life for Me)" van de Pirates of the Caribbean, de Pinocchio -liedjes "When You Wish Upon a Star" en "Hi-Diddle-Dee-Dee (An Actor's Life for Me)", "We Don't Talk About Bruno" van Encanto, "Wil je een sneeuwpop bouwen?" uit Frozen, "It's a Small World (After All)" en de "Star Wars (Main Title)". Onthuld werd dat de Disney Wish 18 hoorns had, hoewel er werd gespeculeerd dat ze meer heeft dan de Dream- klasse.
De Disney Wish heeft ook een New Orleans-thema, dat te zien is aan het plafond vol bloemen in de Bayou-sectie.

## Recreatie
- Drie roterende eetervaringen: 1923, Worlds of Marvel en Arendelle: A Frozen Dining Adventure
  - Het restaurant uit 1923 belichaamt het oude Hollywood-stijlen, met als doel gasten zich stijlvol te laten voelen en na te laten denken over de geschiedenis van Walt Disney zelf.[31]
  - The Worlds of Marvel omvat de meeslepende familiedinerervaring "Avengers: Quantum Encounter".[32] De ervaring vindt plaats tijdens het diner met interactieve elementen en een volledige CGI-reconstructie van de bovendekken de Wish.[33] Paul Rudd, Evangeline Lilly, Anthony Mackie, Brie Larson, Kerry Condon, Ross Marquand en Iman Vellani hernamen hun rollen in het Marvel Cinematic Universe (MCU).[34][35] Imagineer Danny Handke regisseerde "Avengers: Quantum Encounter", met een script van hemzelf, Steven Spiegel en Michael Waldron, en muziek gecomponeerd door Michael Tavera . Sequence-regisseurs zijn onder meer Nia DaCosta,[36] Chris Waitt en Bradford Burah.[37]
  - Arendelle: A Frozen Dining Adventure vindt plaats in het paleis, waar gasten een verlovingsfeest bijwonen voor Anna en Kristoff, samen met andere Frozen- personages.
- Star Wars: Hyperspace Lounge en Cargo Bay[38] [39]
- Inside Out: Vrolijke Snoepjes[40]
- Olafs koninklijke picknick [40]
- The Incredibles:  Heldenzone [40]
- AquaMouse: 's werelds eerste Disney-attractie op zee  gebaseerd op The Wonderful World of Mickey Mouse met muziek van Christopher Willis. Het bevat twee nieuwe verhaallijnen die elkaar op verschillende dagen van de cruise afwisselen: "Swiss Meltdown" en "Scuba Scramble."[41]
- Disney Uncharted Adventure AR-ervaring [40]
- Shows in Broadway-stijl in het Walt Disney Theatre: The Little Mermaid, Disney Seas the Adventure en Disney's Aladdin: A Musical Spectacular [29]